# Haemulon
Genre
Haemulon est un genre de poissons de la famille des Haemulidae. Ils sont dénommés gorettes.

## Lise des espèces
Selon World Register of Marine Species (2 février 2017) et FishBase (2 février 2017) :
- Haemulon album Cuvier, 1830
- Haemulon aurolineatum Cuvier, 1830
- Haemulon bonariense Cuvier, 1830
- Haemulon boschmae (Metzelaar, 1919)
- Haemulon carbonarium Poey, 1860
- Haemulon chrysargyreum Günther, 1859 — gorette tibouche.
- Haemulon flaviguttatum Gill, 1862
- Haemulon flavolineatum (Desmarest, 1823) — gorette jaune.
- Haemulon macrostomum Günther, 1859
- Haemulon maculicauda (Gill, 1862)
- Haemulon melanurum (Linnaeus, 1758)
- Haemulon parra (Desmarest, 1823)
- Haemulon plumierii (Lacepède, 1801)
- Haemulon schrankii Agassiz, 1831
- Haemulon sciurus (Shaw, 1803) — gorette catire.
- Haemulon scudderii Gill, 1862
- Haemulon serrula (Cuvier, 1830)
- Haemulon sexfasciatum Gill, 1862
- Haemulon squamipinna Rocha & Rosa, 1999
- Haemulon steindachneri (Jordan & Gilbert, 1882)
- Haemulon striatum (Linnaeus, 1758)
- Haemulon vittata (Poey, 1860) - Haemulon vittatum selon FishBase

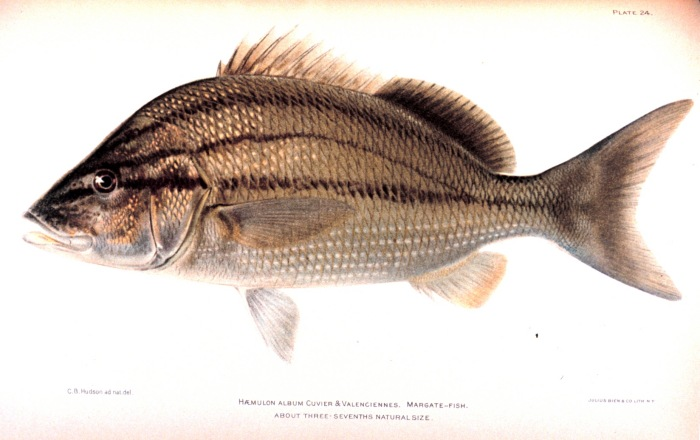
Haemulon album
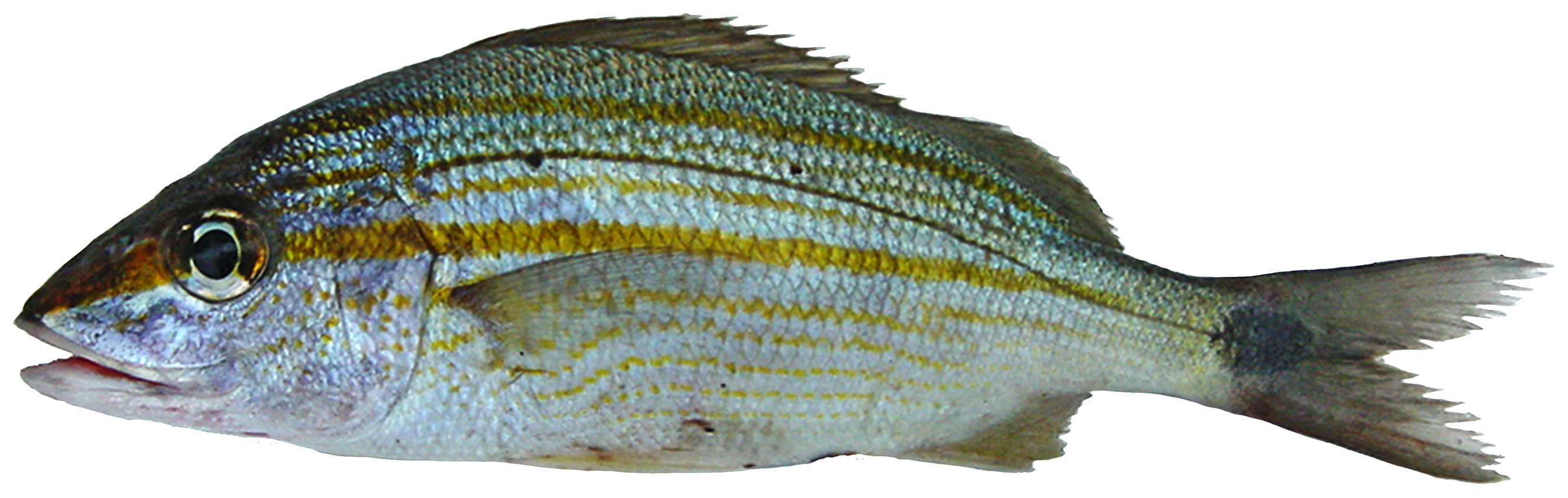
Haemulon aurolineatum
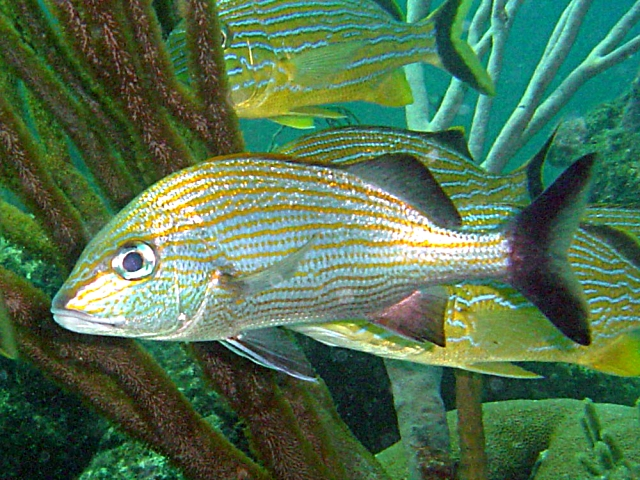
Haemulon carbonarium
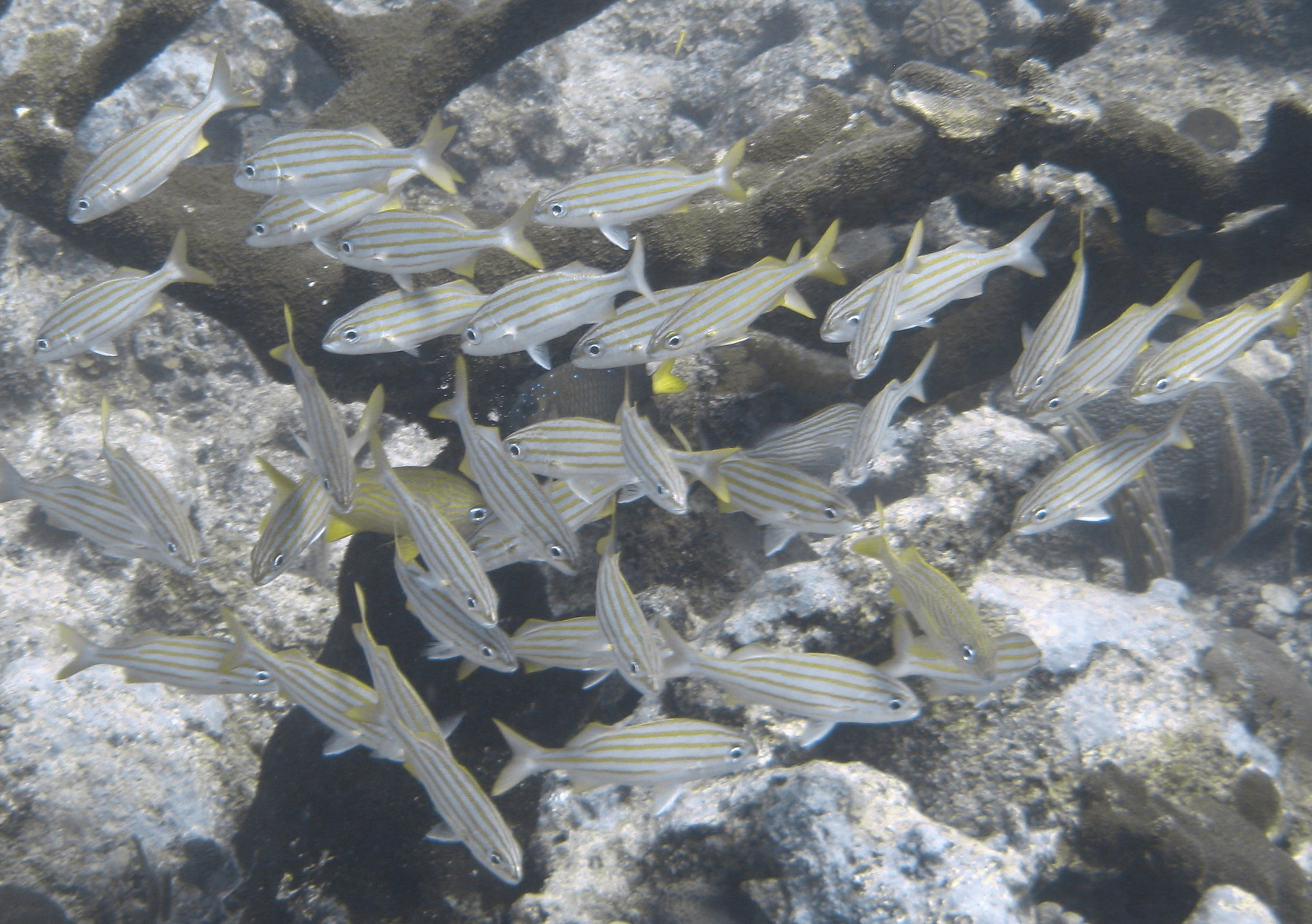
Haemulon chrysargyreum
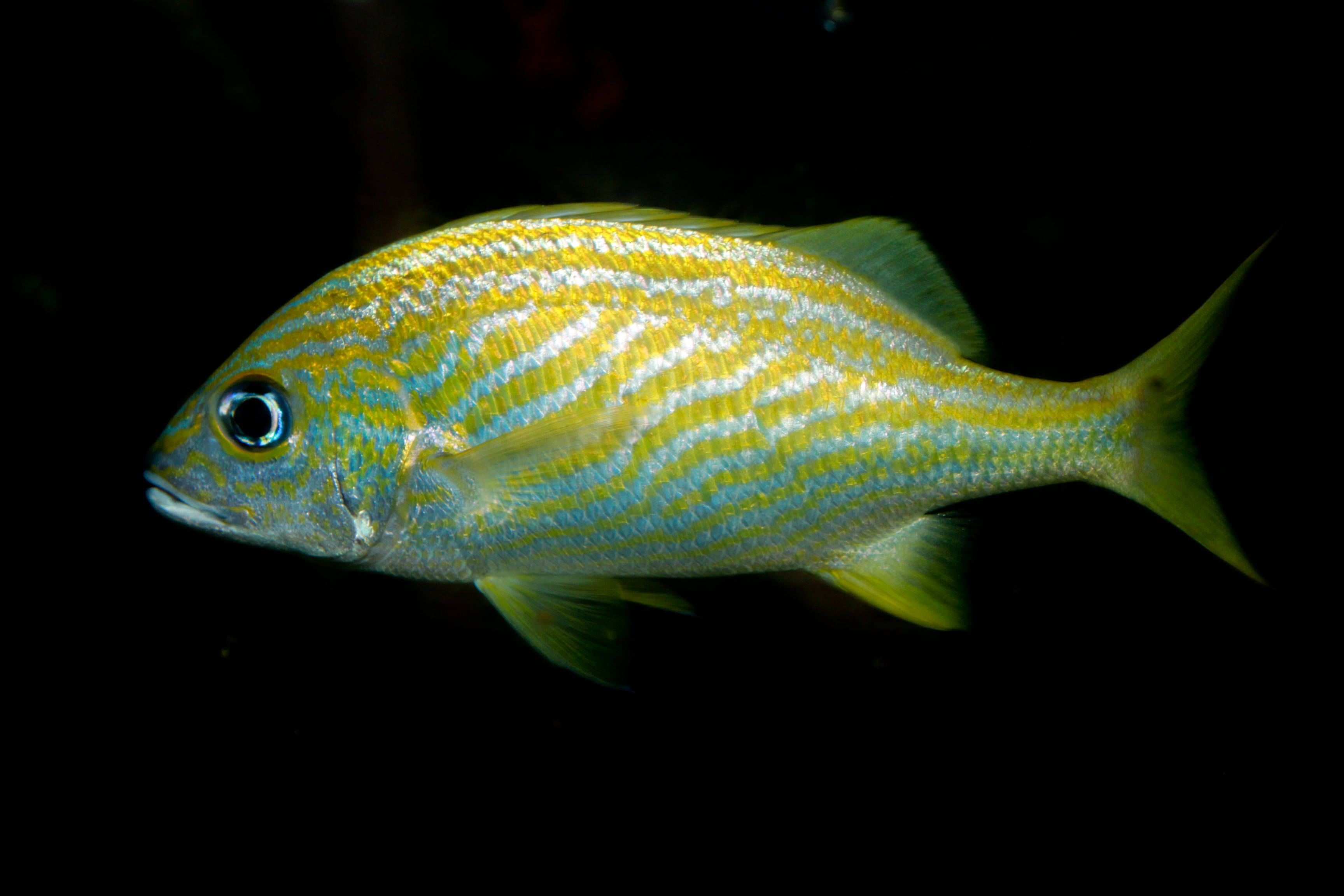
Haemulon flavolineatum
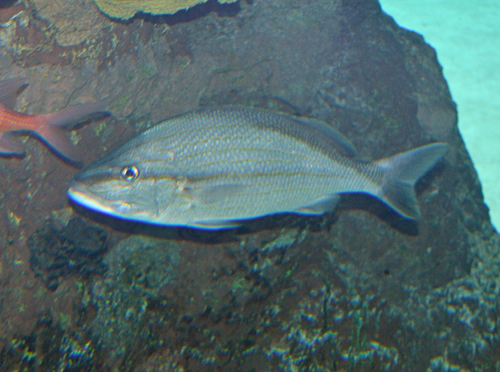
Haemulon melanurum
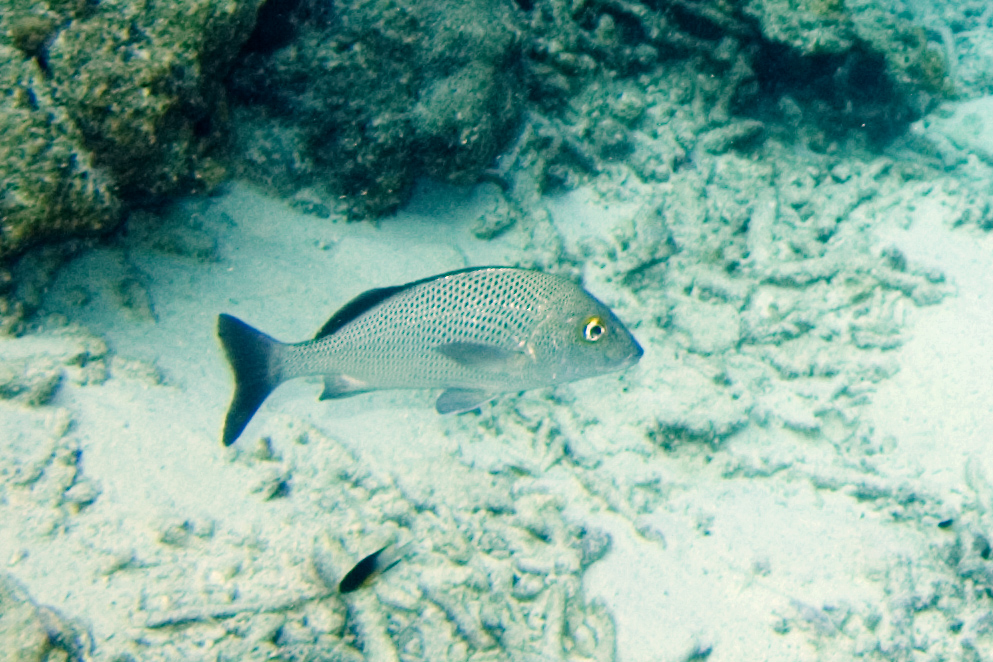
Haemulon parra
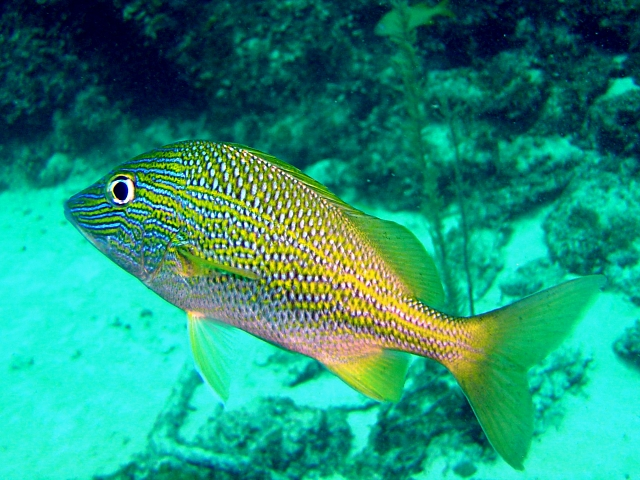
Haemulon plumierii
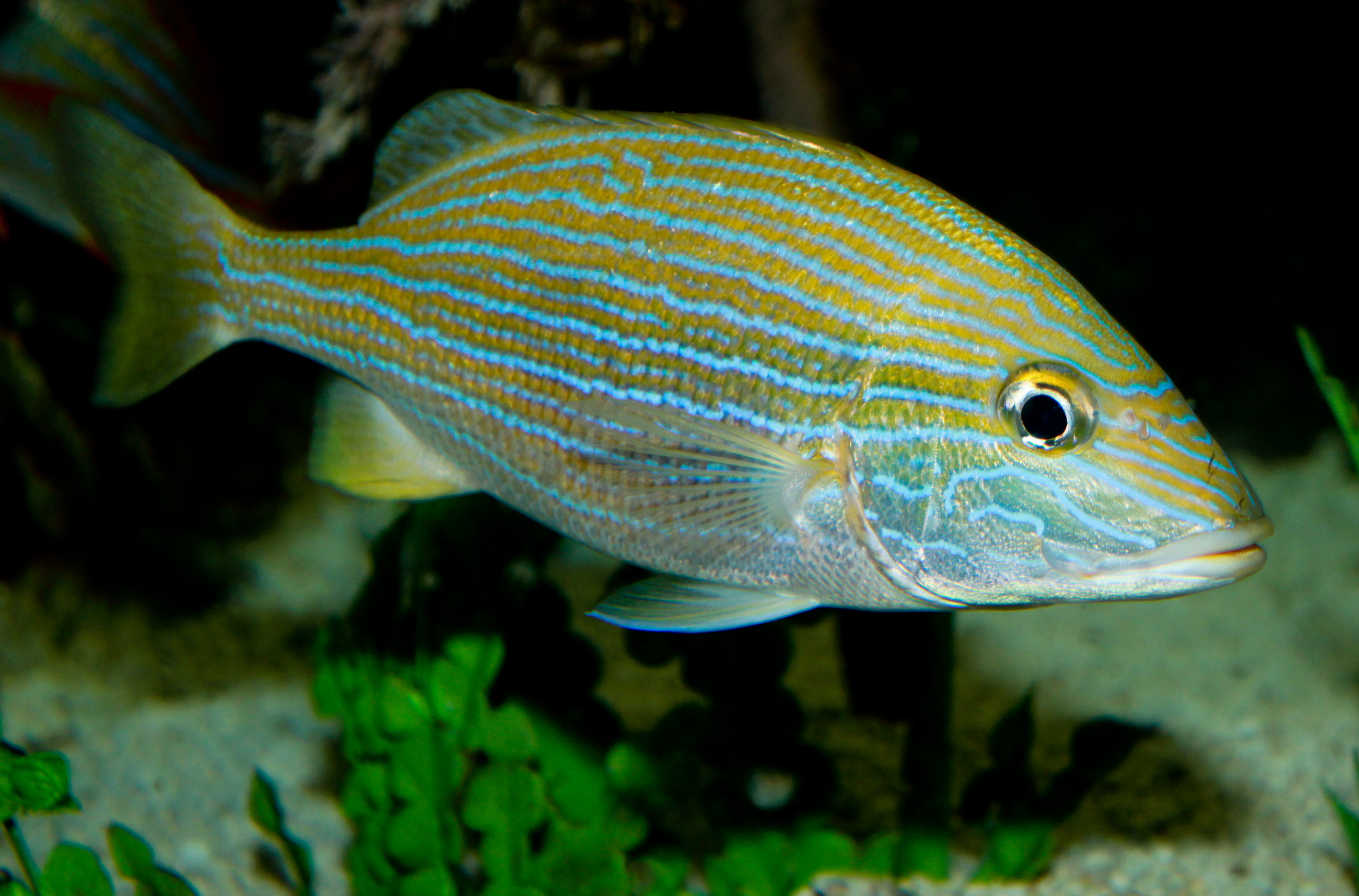
Haemulon sciurus
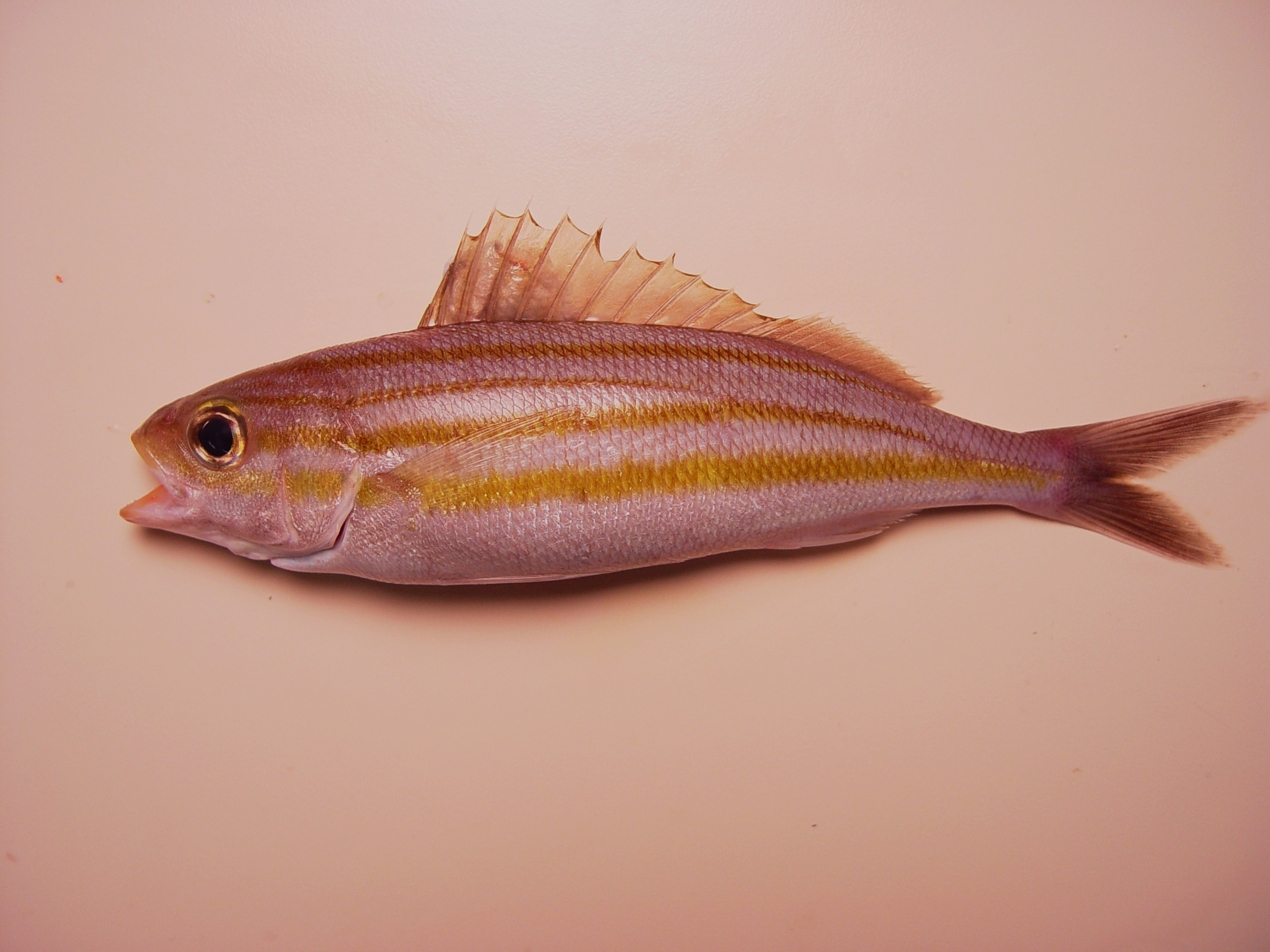
Haemulon striatum
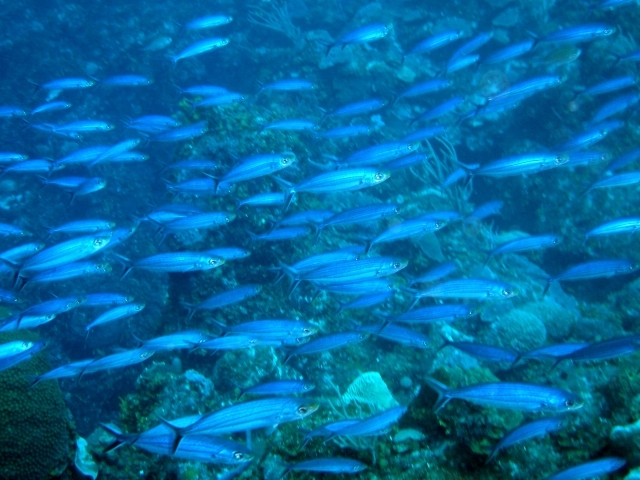
Haemulon vittatum